# Decretul de la Turda
Decretul de la Turda a fost un decret al lui Ludovic I al Ungariei. A avut urmări pe termen lung pentru ordinea constituțională și structura socială din Transilvania.

## Istoric
Pe 28 iunie 1366, în orașul Turda, Ludovic I al Ungariei a emis un decret privind legea și ordinea, care făcea o serie de clarificări privind viața socială și publică, administrația, legislația penală și practica judiciară.
Condițiile impuse de decret pentru menținerea și/sau accesul la statutul de nobil (în special condiția apartenenței la Biserica Romano-Catolică și a posesiei unui certificat regal de donație asupra pământului stăpânit) au dus la o selecție a clasei nobiliare în următoarele secole, ceea ce a accelerat declinul clasei sociale a românilor (Universitas Valachorum). 
Decretul formulează în mod explicit o atitudine negativă față de români: 
„propter presumptuosam astuciam diversorum malefactorum, specialiter Olachorum in ipsa terra nostra existencium (…) ad exterminandum seu delendum in ipsa terra malefactores quarumlibet nacionum, signanter Olachorum”—Documenta Romaniae Historica
„datorită faptelor rele a multor răufăcători, în special români, care trăiesc în aceste locuri (…) pentru eliminarea și distrugerea a răufăcătorilor, de orice nație din această țară, în special a românilor.”—Documenta Romaniae Historica
Era pentru prima dată când în Transilvania se emiteau legi discriminatorii bazate pe criterii etnice. 

## Motive
Au existat motive atât politice cât și religioase pentru care s-a ajuns la decret. Fiind italian, urmaș a ilustrei familii franceze de Anjou, Ludovic, care a domnit între 1342 și 1382, a personificat monarhul medieval, luptător pentru Biserica Romano-Catolică și protector al artelor. Sub domnia sa Ungaria a ajuns o putere europeană. 
În Transilvania însă, campaniile lui Ludovic I de promovare a catolicismului s-au lovit de o rezistență acerbă a românilor ortodocși.  În afară de contradicția confesională dintre “misiunea apostolică” a coroanei ungare și ortodoxia populației românești din interiorul Transilvaniei, procesul de formare unor state feudale românești la sud și est de Transilvania a contribuit și el la acutizarea percepției unui “pericol schismatic” la care se vedea expusă coroana ungară. Noile state românești din exteriorul arcului carpatic erau privite de Regatul Ungariei ca fiind teritorii ungare, or, independența (1330 - Țara Românească; 1359 – Moldova) acestora, în ciuda unor campanii militare (1330 și 1358 - 1365) de restaurare a suveranității ungare, a accelerat necesitatea unor măsuri, care, din punctul de vedere al coroanei ungare, încercau să stăvilească influența românilor ortodocși în Regatul Ungar. 
După proclamarea primei Biserici Ortodoxe Metropolitane Române (1359) și după campaniile militare eșuate împotriva Țării Românești și Moldovei, Decretul a dorit să elimine influența bisericii ortodoxe în Regatul Ungariei considerat teritoriu apostolic catolic.